# Gais
Gais je obec ve švýcarském kantonu Appenzell Ausserrhoden. Nachází se ve střední části kantonu, asi 13 kilometrů jihovýchodně od Herisau, v nadmořské výšce 933 metrů. Žijí zde přibližně 3 100 obyvatel. 

## Geografie
Gais leží 15 km jižně od města St. Gallen, na trati Appenzeller Bahnen, která spojuje St. Gallen s Appenzellem a Altstättenem.
Sousedními obcemi jsou Trogen a Bühler, okresy Schlatt-Haslen, Appenzell a Schwende-Rüte v kantonu Appenzell Innerrhoden a obce Eichberg a Altstätten v kantonu St. Gallen.
Gais se rozkládá na ploše 2119 hektarů. Z toho 147 hektarů tvoří osídlená plocha, 1004 hektarů zemědělská plocha, 935 hektarů obdělávaná plocha a 33 hektarů neproduktivní plocha. Obec leží v nadmořské výšce 933 m n. m., přičemž nejvyšší bod, hora Gäbris, leží v nadmořské výšce 1246,8 m n. m. a nejnižší bod v nadmořské výšce 827 m n. m.

## Historie

Vyobrazení lázní Gais (30. léta 19. století)

Gais je poprvé zmíněn v listině z roku 1272 ve slovním spojení de Geis. Předpokládá se, že název místa pochází ze starohornoněmeckého názvu zvířete geiz (koza) a vychází ze skutečnosti, že na území dnešní obce se původně vyskytovalo obzvláště velké množství zvěře - včetně koz. V té době patřil Gais k opatství St. Gallen, ale tvořil tzv. zvláštní úřad. To znamenalo, že obec měla vlastního fojta a vlastní soud, a tím i určitou komunální nezávislost. První kostel byl postaven v letech 1275 až 1333 a v roce 1370 byl povýšen na farní.
Během appenzellských válek (1401–1429) byl Gais v roce 1405 jedním z válečných dějišť, a to díky bitvě u Stossu v roce 1403. Po válkách se Gais stal součástí rhodského panství Rinkenbach-Wies v nové zemi Appenzell. Krátce poté se k novému území Gais připojily rhody Rotenwies a Rietli-Schachen. Vzhledem k nárůstu církevní obce byl v roce 1460 na místě starého kostela postaven nový a kolem návsi, která je v roce 1467 zmiňována jako ville Gais, začala vznikat osada.
V roce 1518 se Gais podařilo vykoupit z područí kláštera v St. Gallenu a stal se tak appenzellským tzv. rhodem (okresem). Gais byl rozdělený okres: jedna polovina patřila k vnějšímu rhodu (Ausserrhod), druhá k vnitřnímu rhodu (Innerrhod). V roce 1525 se Gais přihlásil k reformaci, což vedlo k napětí uvnitř rhodu: zatímco ve vnějším rhodu se obrátili k nové víře, ve vnitřním rhodu zůstali u staré víry. Až do rozdělení země v roce 1597 byly oba rhody téměř neustále v rozporu. Od roku 1597 se vnější polovina Gaisu počítala jako plnohodnotná farnost nově vzniklého polokantonu Appenzell Ausserrhoden. Obec však měla i nadále práva na některé části Alp (do roku 1674) a tzv. „Mendle“ (až do roku 1815) v Appenzellu Innerrhoden.

Gais (1949)

Dne 18. září 1780 vypukl v Gaisu požár, který zničil téměř celou obec včetně kostela. Krátce poté byla zahájena obnova podle původního plánu obce. Obec tak již neměla svůj původní ráz, ale nové městečko s klasicistními měšťanskými domy a rokokovými vlivy sehrálo významnou roli v úspěchu obce jako lázeňského místa. Stavební práce byly dokončeny v 80. letech 18. století.
V letech 1749 až 1860 byl Gais známou syrovátkovou lázní. Obec začala fungovat jako lázně díky nevyléčitelně nemocnému - pravděpodobně tuberkulóznímu - curyšskému občanovi. Ten přijel do Gaisu v roce 1749 a díky syrovátkové kúře a horskému vzduchu se překvapivě uzdravil. Od té doby přijíždělo do Gaisu za rekreací stále více hostů, včetně známých osobností. V roce 1860 začal úpadek lázní: Gais ještě bez železničního spojení nezvládl přechod na moderní lázně a byl nahrazen lázněmi Heiden.
Od roku 1836 byly rozšířeny silnice vedoucí do Altstättenu a Bühleru. Kromě toho byl Gais v letech 1889, 1904 a 1911 spojen prostřednictvím železničních tratí se St. Gallenem, Appenzellem a Altstättenem.
V roce 1884 byla založena katolická farnost, která si o rok později postavila první kapli. Od roku 1920 se katolická farnost shromažďovala v budově „Rähn“, která v roce 1976 dostala vlastní kostelní věž se zvonem.
V roce 1977 byla Gaisu udělena Wakkerova cena za prozíravou plánovací práci na zachování a udržování malebné městské krajiny, kterou uděluje Švýcarská památková společnost a která nese jméno Henri-Louise Wakkera.
Vzhledem k příznivé dostupnosti veřejnou dopravou se Gais od roku 1980 stále více rozvíjí jako rezidenční obec. Na rozdíl od ostatních obcí v Ausserrhodenu se na půdě Gaisu zachoval termín "Rhode" jako označení pro všeužitečné družstvo starých Gemeinwerke. Ty jako samostatné korporace (Rhode Hackbühl, Rhode Rietli-Schachen a Rhode Rotenwies) existovaly dosud a zvětšovaly svou pozemkovou držbu, zejména v 19. století. jednalo se především o lesní a zemědělské plochy.
V roce 2022 oslavila obec Gais 750. výročí svého založení.

## Obyvatelstvo

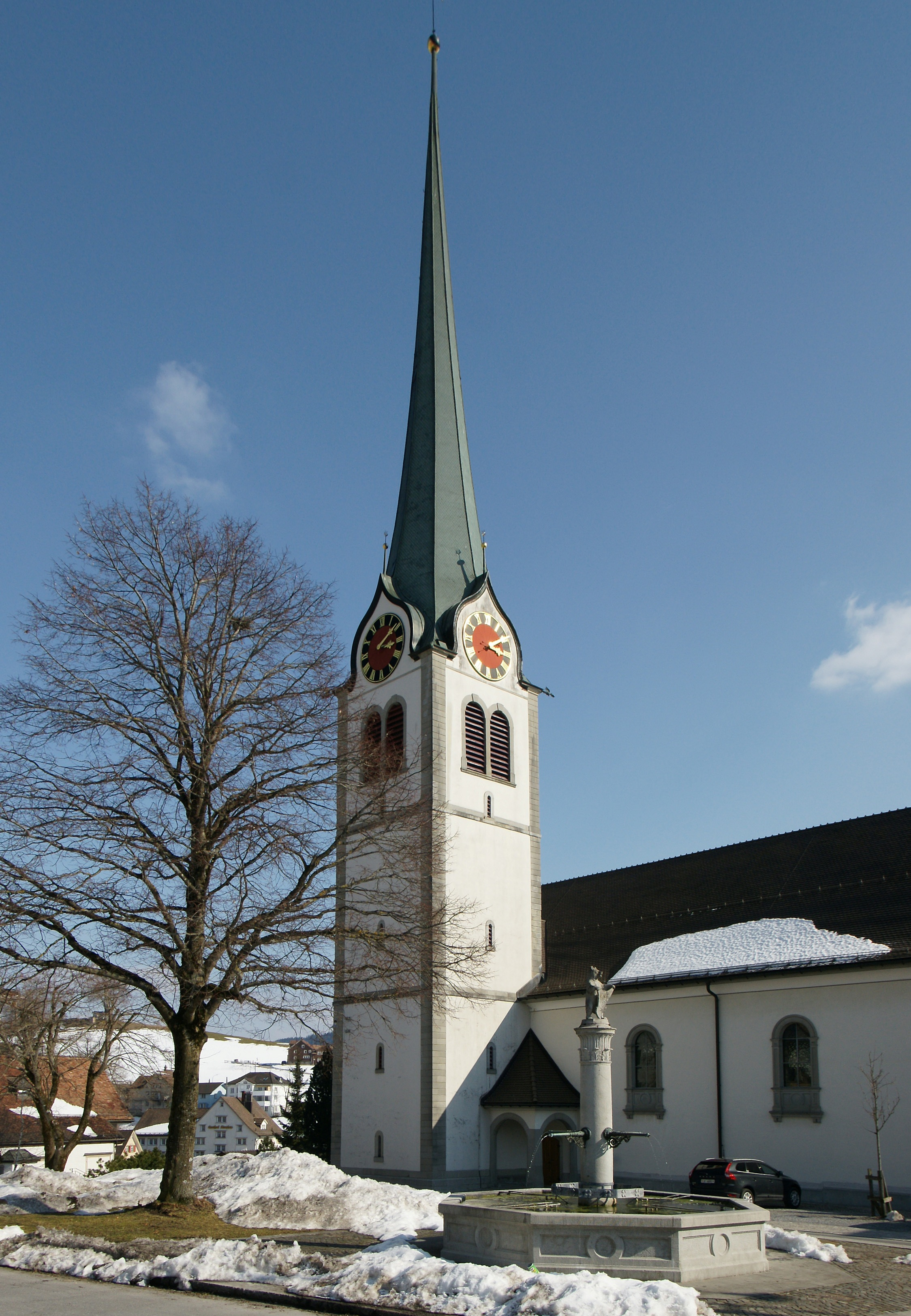
Reformovaný kostel v obci

| Rok            | 1667 | 1850 | 1870 | 1888 | 1900 | 1920 | 1941 | 1960 | 1980 | 1990 | 2000 | 2010 | 2020 | 2022 |
| Počet obyvatel | 1870 | 2480 | 2552 | 2476 | 2854 | 2788 | 2254 | 2488 | 2388 | 2662 | 2770 | 3065 | 3067 | 3101 |

## Hospodářství

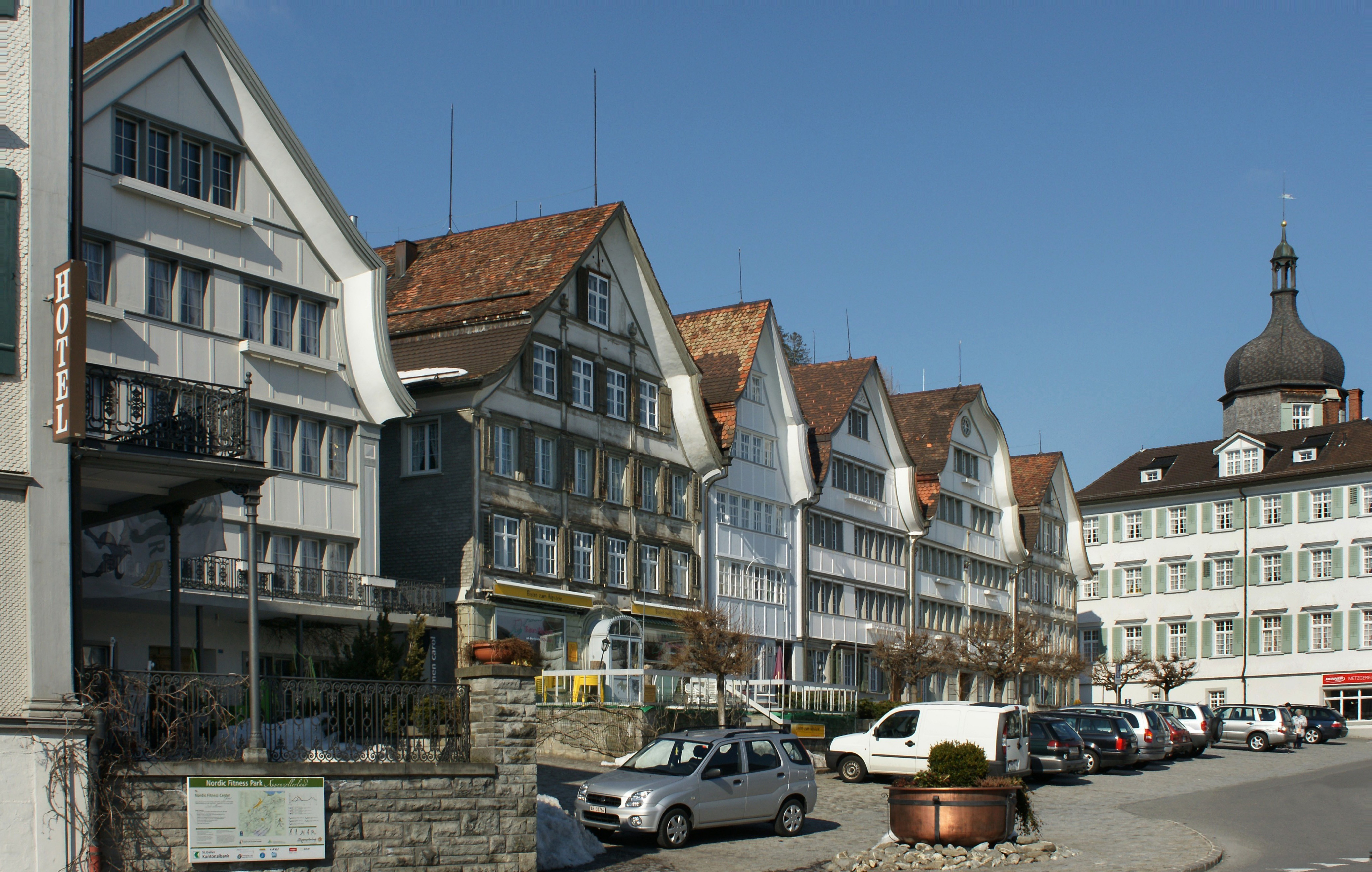
Hlavní náměstí

V historii Gaisu hrálo tradičně důležitou roli mlékařství a chov dobytka. Kromě toho se od 16. století rozvíjelo vojenství a textilní průmysl. Od počátku 17. století bylo důležitým zdrojem příjmů obyvatelstva tkalcovství plátna. Od poloviny 18. století se výroba stále více přesouvala na bavlnu. Ačkoli Gais z textilního průmyslu ekonomicky profitoval méně než sousední obce, přesto tento průmysl významně přispíval k prosperitě obce. V 19. století bylo postaveno několik textilních továren, zejména podél řeky Rotbach mezi Gaisem a Bühlerem (přádelna, tiskárna a úpravna ve Strahlholzu v letech 1802–1929; bělidlo, barvírna a úpravna ve Strahlholzu od roku 1805; různé dílny na výšivky a textilní obchodní domy od roku 1872; šest krouháren od roku 1875). 1. světová válka znamenala počátek úpadku obchodu, zejména chalupářství. v letech 1846–1917 byla v provozu cihelna.
Poté, co byl Gais v letech 1749–1860 proslulý jako syrovátkové lázně, ukázala se druhá polovina 19. století jako obtížná v oblasti cestovního ruchu. Přibližně od roku 1880 zaznamenal cestovní ruch rozmach díky prázdninovým koloniím a nově otevřeným penzionům. Gais se stal oblíbenou turistickou oblastí. Po roce 1905 ztratilo ubytování na atraktivitě a cestovní ruch prudce poklesl.
Dnes je v obci Gais registrováno více než 130 různých podniků. Mezi nimi jsou podniky jako Klinik Gais AG a dřevozpracující podniky.
K obecně rozšířenému potravinářství a mlékařství se v dolní části obce brzy přidalo vinařství, které později opět zaniklo. V minulosti se v obci pěstovaly také obiloviny. Ještě v roce 2020 pracovala v zemědělství a lesnictví 3 % zaměstnanců.